# 381458 Moiseenko
381458 Moiseenko este o planetă minoră (asteroid) din centura de asteroizi. A fost descoperită pe 2 septembrie 2008 la Spețialnaia astrofiziceskaia observatoria RAN⁠(d) de Spețialnaia astrofiziceskaia observatoria RAN⁠(d). 
Obiectul prezintă o orbită caracterizată de o semiaxă mare de 2,6570663268499 UAi, o excentricitate de 0,04, o înclinație de 14,3 ° în raport cu ecliptica.